# Nowy Młyn (powiat olsztyński)
Nowy Młyn – osada w Polsce położona w województwie warmińsko-mazurskim, w powiecie olsztyńskim, w gminie Gietrzwałd. W latach 1975–1998 miejscowość administracyjnie należała do województwa olsztyńskiego.
Miejscowość po raz pierwszy w dokumentach pojawiała się w roku 1591, jako młyn i majątek ziemski. Przez długie lata znajdowała się w posiadaniu rodziny Krause.